# Port-Margot
Port-Margot (em crioulo, Pò Mago), é uma comuna do Haiti, situada no departamento do Norte e no arrondissement de BorgneDe acordo com o censo de 2003, sua população total é de 36 937 habitantes.